# Кастелнуово Берарденга
Кастелнуо̀во Берардѐнга (на италиански: Castelnuovo Berardenga) е градче и община в централна Италия, провинция Сиена, регион Тоскана. Разположено е на 351 m надморска височина. Населението на общината е 9133 души (към 2010 г.).